# Coupe du monde de marche 2008
Navigation
La Corogne 2006 Chihuahua 2010
La 23e édition de la Coupe du monde de marche s'est déroulée les 10 et 11 mai 2008 dans les rues de Tcheboksary, en Russie.
Le Russe Viktor Burayev arrivé en 2e position au 50 km homme est disqualifié par la suite été contrôlé positif à l'EPO.

## Tableau des médailles
- Tableau final :

| Rang | Nation    | Or | Argent | Bronze | Total |
| ---- | --------- | -- | ------ | ------ | ----- |
| 1    | Russie    | 8  | 3      | 2      | 13    |
| 2    | Espagne   | 1  | 1      | 3      | 5     |
| 3    | Italie    | 1  | 1      | 0      | 2     |
| 4    | Chine     | 0  | 2      | 0      | 2     |
| 5=   | Mexique   | 0  | 1      | 1      | 2     |
| 5=   | Portugal  | 0  | 1      | 1      | 2     |
| 7    | Roumanie  | 0  | 1      | 0      | 1     |
| 8=   | Australie | 0  | 0      | 1      | 1     |
| 8=   | Colombie  | 0  | 0      | 1      | 1     |
| 8=   | Norvège   | 0  | 0      | 1      | 1     |
|      | Total     | 10 | 10     | 10     | 30    |

## Podiums

### Hommes
| Épreuve                   | Or                                                    | Argent                                     | Bronze                                  |
| ------------------------- | ----------------------------------------------------- | ------------------------------------------ | --------------------------------------- |
| 10 km juniors             | Aleksey Bartsaykin (RUS) 39 min 57 s (WJR)            | Chen Ding (CHN) 40 min 12 s (PB)           | Denis Strelkov (RUS) 40 min 17 s        |
| 10 km juniors par équipes | Russie 4 pts                                          | Chine 7 pts                                | Espagne 10 pts                          |
| 20 km                     | Francisco Javier Fernández (ESP) 1 h 18 min 15 s (CR) | Valeriy Borchin (RUS) 1 h 18 min 21 s (SB) | Eder Sánchez (MEX) 1 h 18 min 34 s (PB) |
| 20 km par équipes         | Russie 11 pts                                         | Espagne 22 pts                             | Australie 47 pts                        |
| 50 km                     | Denis Nizhegorodov (RUS) 3 h 34 min 14 s (WR)         | Alex Schwazer (ITA) 3 h 37 min 04 s        | Trond Nymark (NOR) 3 h 44 min 59 s      |
| 50 km par équipes         | Italie 28 pts                                         | Mexique 29 pts                             | Espagne 30 pts                          |

### Femmes
| Épreuve                  | Or                                        | Argent                                 | Bronze                              |
| ------------------------ | ----------------------------------------- | -------------------------------------- | ----------------------------------- |
| 10 km juniors            | Tatyana Kalmykova (RUS) 42 min 44 s (CR)  | Irina Yumanova (RUS) 43 min 23 s       | Elmira Alembekova (RUS) 44 min 39 s |
| 10 km juniorspar équipes | Russie 3 pts                              | Roumanie 11 pts                        | Colombie 18 pts                     |
| 20 km                    | Olga Kaniskina (RUS) 1 h 25 min 42 s (CR) | Tatyana Sibileva (RUS) 1 h 26 min 29 s | Vera Santos (POR) 1 h 28 min 17 s   |
| 20 km par équipes        | Russie 7 pts                              | Portugal 24 pts                        | Espagne 38 pts                      |

## Résultats détaillés

### 20 kilomètres marche
| Place | Athlète                    | Temps                |
| ----- | -------------------------- | -------------------- |
| 1     | Francisco Javier Fernández | 1 h 18 min 15 s (CR) |
| 2     | Valeriy Borchin            | 1 h 18 min 21 s (SB) |
| 3     | Eder Sánchez               | 1 h 18 min 34 s (PB) |
| 4     | Ilya Markov                | 1 h 19 min 04 s (SB) |
| 5     | Andrey Krivov              | 1 h 19 min 10 s      |
| 6     | Erik Tysse                 | 1 h 19 min 11 s (NR) |
| 7     | Luke Adams                 | 1 h 19 min 15 s (PB) |
| 8     | Juan Manuel Molina         | 1 h 19 min 19 s (PB) |
| 9     | Robert Heffernan           | 1 h 19 min 22 s (NR) |
| 10    | Jared Tallent              | 1 h 19 min 48 s      |
| 11    | Hatem Ghoula               | 1 h 19 min 54 s (SB) |
| 12    | Rolando Saquipay           | 1 h 20 min 40 s (SB) |
| 13    | Benjamin Sánchez           | 1 h 20 min 48 s (PB) |
| 14    | Ivan Trotski               | 1 h 20 min 56 s      |
| 15    | João Vieira                | 1 h 21 min 13 s      |
| 16    | Ivano Brugnetti            | 1 h 21 min 19 s      |
| 17    | Matej Tóth                 | 1 h 21 min 24 s (PB) |
| 18    | Sérgio Vieira              | 1 h 21 min 25 s (PB) |
| 19    | Jean-Jacques Nkouloukidi   | 1 h 21 min 45 s (SB) |
| 20    | Kim Hyun-Sub               | 1 h 22 min 01 s      |

### 50 kilomètres marche
| Place | Athlète               | Temps                |
| ----- | --------------------- | -------------------- |
| 1     | Denis Nizhegorodov    | 3 h 34 min 14 s (CR) |
| 2     | Alex Schwazer         | 3 h 37 min 04 s (SB) |
| 3     | Trond Nymark          | 3 h 44 min 59 s (SB) |
| 4     | Mikel Odriozola       | 3 h 47 min 30 s (SB) |
| 5     | Horacio Nava          | 3 h 47 min 55 s (PB) |
| 6     | Sergey Kirdyapkin     | 3 h 48 min 29 s (SB) |
| 7     | André Höhne           | 3 h 49 min 03 s (SB) |
| 8     | Marco De Luca         | 3 h 49 min 21 s (SB) |
| 9     | Ingus Janevics        | 3 h 49 min 50 s (PB) |
| 10    | Oleksiy Kazanin       | 3 h 50 min 30 s (PB) |
| 11    | Mario Iván Flores     | 3 h 51 min 16 s (SB) |
| 12    | José Alejandro Cambil | 3 h 51 min 20 s (PB) |
| 13    | Jesús Sánchez         | 3 h 51 min 29 s (PB) |
| 14    | Jesús Angel García    | 3 h 52 min 31 s (SB) |
| 15    | Igors Kazakevics      | 3 h 52 min 45 s (PB) |
| 16    | António Pereira       | 3 h 53 min 11 s (SB) |
| 17    | Daniel García         | 3 h 53 min 42 s (SB) |
| 18    | Diego Cafagna         | 3 h 53 min 46 s (PB) |
| 19    | Zhao Jianguo          | 3 h 54 min 18 s (SB) |
| 20    | Sun Chao              | 3 h 54 min 52 s      |

### 20 kilomètres femmes
| Place | Athlète              | Temps                |
| ----- | -------------------- | -------------------- |
| 1     | Olga Kaniskina       | 1 h 25 min 42 s (CR) |
| 2     | Tatyana Sibileva     | 1 h 26 min 29 s      |
| 3     | Vera Santos          | 1 h 28 min 17 s (PB) |
| 4     | Lyudmila Arkhipova   | 1 h 28 min 29 s      |
| 5     | María Vasco          | 1 h 28 min 39 s (SB) |
| 6     | Olive Loughnane      | 1 h 29 min 17 s (PB) |
| 7     | Jane Saville         | 1 h 29 min 27 s (SB) |
| 8     | María José Poves     | 1 h 29 min 31 s (PB) |
| 9     | Elena Ginko          | 1 h 29 min 35 s (SB) |
| 10    | Susana Feitor        | 1 h 29 min 38 s      |
| 11    | Ana Cabecinha        | 1 h 29 min 39 s (PB) |
| 12    | Sonata Milušauskaité | 1 h 30 min 35 s (NR) |
| 13    | Sabine Zimmer        | 1 h 30 min 39 s (SB) |
| 14    | Athanasia Tsoumeleka | 1 h 30 min 40 s      |
| 15    | Melanie Seeger       | 1 h 31 min 09 s      |
| 16    | Vira Zozulya         | 1 h 31 min 12 s      |
| 17    | Kristina Saltanovic  | 1 h 31 min 21 s (SB) |
| 18    | Ana Maria Groza      | 1 h 31 min 37 s (SB) |
| 19    | Inês Henriques       | 1 h 32 min 35 s      |
| 20    | Elisa Rigaudo        | 1 h 32 min 38 s (SB) |